# Denis Onyango
Denis Masinde Onyango (Kampala, 15 de maio de 1985) é um futebolista ugandense que atua como goleiro. Atualmente defende o Mamelodi Sundowns.

## Seleção nacional
Denis Onyango representou o elenco da Seleção Ugandense de Futebol no Campeonato Africano das Nações de 2017 e 2019.